# Amathuxidia amythaon
Amathuxidia amythaon är en fjärilsart som beskrevs av Doubleday 1847. Amathuxidia amythaon ingår i släktet Amathuxidia och familjen praktfjärilar. Inga underarter finns listade i Catalogue of Life.

## Bildgalleri

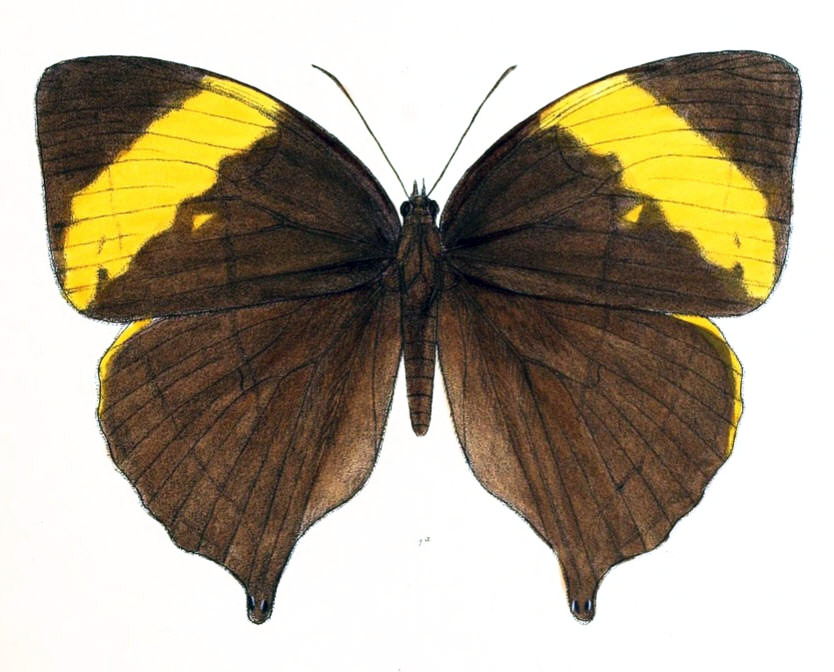